# Vijfde Kruistocht
De Vijfde Kruistocht (1217-1221) was een poging om Jeruzalem en de rest van het Heilige Land te heroveren door eerst het machtige Egypte van de Ajjoebiden te veroveren.
Paus Innocentius III en zijn opvolger paus Honorius III organiseerden kruisvaarderslegers onder leiding van koning Andreas II van Hongarije en hertog Leopold VI van Oostenrijk, en een aanval richting Jeruzalem liet uiteindelijk de stad achter in de handen van de moslims. Later in 1218 deed een Duits leger onder leiding van Olivier van Keulen, waaronder contingenten Hollandse, Vlaamse en Friese soldaten, ten dele onder leiding van graaf Willem I van Holland, mee met de kruistocht. Om Damietta in Egypte aan te vallen, werden ze bondgenoten van het Seltsjoekse sultanaat Rûm in Anatolië, die de Ajjoebieden aanviel in Syrië in een poging om te beletten dat de kruisvaarders op twee fronten moesten vechten.
Nadat de haven van Damietta was bezet, marcheerden de kruisvaarders zuidwaarts naar Caïro in juli 1221, maar gingen terug nadat hun slinkende voorraad geleid had tot een gedwongen terugtocht. Een nachtelijke aanval onder leiding van sultan Al-Kamil resulteerde in een groot verlies aan de kant van de kruisvaarders, en uiteindelijk moest het leger zich overgeven. Al-Kamil ging akkoord met een acht jaar durend vrede met Europa.

## De voorbereidingen op de kruistocht
Teleurgesteld over het verloop van de Vierde Kruistocht begon paus Innocentius III in 1213 met de voorbereidingen van een vijfde kruistocht. Zijn plannen legde hij neer in drie brieven.
In de eerste brief (de Quia maior) uitte de paus zijn teleurstelling over het mislukken van eerdere kruistochten en klaagde hij over het recente verlies van de heilige berg Tabor aan de moslims. Hij beloofde in deze brief niet alleen kwijtschelding van alle zonden aan eenieder die het zwaard op zou nemen tegen de moslims, maar ook aan eenieder die de kruistocht financieel zou ondersteunen.
De tweede brief (de Pium et Sanctum) behandelde vooral de eisen waaraan de predikers die uitverkoren werden tot het oproepen tot de nieuwe kruistocht moesten voldoen.

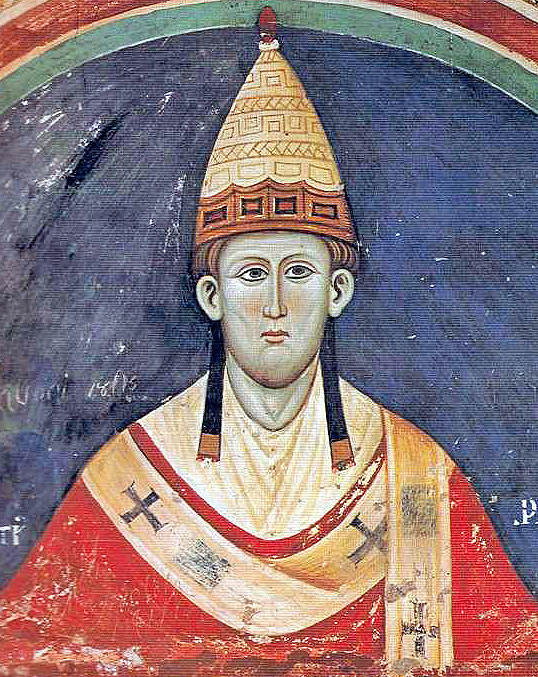
Paus Innocentius III geldt als bijzonder machtige paus. Door banvloeken uit te spreken tegen de koningen van Europa wist hij hun zijn wil op te leggen. Aan het eind van zijn regeringsperiode overspeelde hij echter zijn hand door de banvloek te duidelijk voor zijn eigen politiek gewin te gebruiken. Hierdoor verloor hij bijna al zijn geloofwaardigheid en werd daarna niet meer zo serieus genomen. Dit gedrag is de voornaamste reden dat het hem niet lukte de koningen van Europa over te halen mee te doen aan de Vijfde Kruistocht.

In de derde brief (de Vineam Domini) kondigde Innocentius voor 1215 het Vierde Lateraans Concilie aan. Tijdens dit concilie werden diverse dingen besloten die betrekking hadden op bijna alle aspecten van het kerkelijk leven. De kruistocht werd in een aparte tekst, de Ad liberandum behandeld. Behalve een oproep tot een nieuwe kruistocht werd in deze tekst handel in oorlogstuig met moslims verboden en er werd een periode van vier jaar afgekondigd waarin oorlog tussen christenen onderling moest worden opgeschort.

### Zwevende kruisen in Friesland
Omdat de koningen van Europa weinig trek hadden in weer een nieuwe kruistocht overspoelde paus Innocentius het continent met predikers, om ridders en lagere adel over te halen een nieuwe kruistocht te ondersteunen. Bekend gebleven predikers voor de Vijfde Kruistocht zijn Jacques de Vitry, Robert de Courçon en Olivier van Keulen. Friesland werd bezocht door Olivier van Keulen. Tijdens zijn preken bij Bedum en Surhuizum lieten de Friezen zich zo meevoeren dat ze kruisen in de lucht zagen zweven. Tijdens een preek in Dokkum (de plek waar Bonifatius was gedood) herhaalde het wonder zich. Deze tekens hadden tot gevolg dat er een groot enthousiasme in Friesland ontstond voor de nieuwe kruistocht. Met een vloot van minstens tachtig schepen voegden ze zich bij een vloot van Hollanders, Vlamingen en de graaf van Wied. Zo vertrok op 29 mei 1217, ten dele onder leiding van graaf Willem I van Holland (die vooral meedeed om onder een banvloek uit te komen), een vloot van bijna driehonderd schepen vanuit de Nederlanden richting Akko.

### De strijd in Portugal

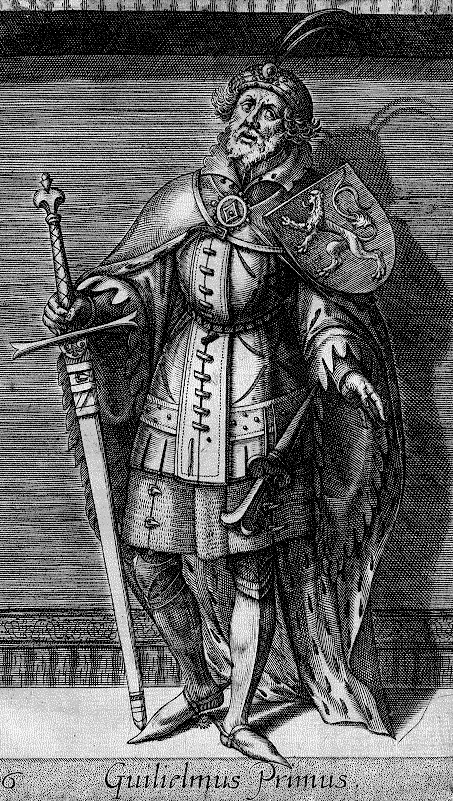
Willem I had als jongeling ook al aan de Derde Kruistocht deelgenomen. Iemand van zijn status die aan twee kruistochten deelnam, kwam niet vaak voor en hij verwierf er veel roem mee bij latere kroniekschrijvers. Dit is de reden dat hij vaak met een tulband wordt afgebeeld

Met het leger zeilde Willem I langs de Europese kust op weg naar het Heilige Land. Door een storm raakten de schepen uit koers en de vloot, waarbij zich inmiddels ook Engelse schepen hadden gevoegd, zocht beschutting op een Portugese rivier. De Portugese koning Alfons II probeerde de kruisridders over te halen hem te helpen in de strijd tegen de Moorse overheersing in zijn land. Een deel van de vloot had weinig zin om het fort aan te vallen, omdat daar weliswaar veel eer mee te behalen was, maar weinig viel te plunderen. Een vijftigtal schepen, voornamelijk Friezen, verliet daarom zonder aanvoerder de vloot en vertrok naar de Straat van Gibraltar.
Willem I gaf wel gehoor aan het verzoek en voer op 30 juli 1217 met het resterende deel van de vloot naar Lissabon. De stad was tachtig jaar eerder tijdens de Tweede Kruistocht bevrijd, maar de Moren waren nooit helemaal uit het gebied verdreven. Na een hevige strijd om fort al-Kasr en met de belofte van Willem I op een vrije aftocht gaven de Moren zich op 21 oktober 1217 over. Eenmaal buiten de vesting stortte het leger zich op de ongewapende Moren en slachtte hen af. Als dank bood de Portugese koning de kruisridders land aan en vele ridders aanvaardden dit. Men verloor hierdoor nogmaals een groot deel van het leger en Willem I vroeg daarom aan paus Honorius III om hem te ontheffen van zijn kruisvaartgelofte en hem toe te staan in plaats daarvan de strijd in Portugal voort te zetten, maar de paus weigerde om op dit verzoek in te gaan. Willem besloot in Portugal te overwinteren en zou uiteindelijk als laatste in Akko arriveren.

### De plundering van Moorse steden
De vijftig schepen die zich van de rest van de vloot hadden afgescheiden, bereikten ondertussen de Spaanse kust. Ze wierpen hun ankers uit voor de islamitische plaats Hairin en vielen de stad binnen. Tegen het vallen van de avond hadden de kruisridders de stad volledig in handen en werd hij leeggeplunderd. De volgende ochtend werd de buit aan boord gebracht en de stad in brand gestoken. De kruisridders vervolgden hun strooptocht langs de kust en kwamen na een aantal dagen aan bij Cádiz. De stad bleek verlaten en het kostte de kruisridders ettelijke dagen om alles te verwoesten. De moskee van Cádiz, die een kapitaal moet hebben gekost, werd tot aan de grond toe afgebroken. Uiteindelijk werden zelfs de bomen uit de plantsoenen omgehakt. Wat van waarde en draagbaar was werd aan boord gebracht, en de laatste huizen die nog overeind stonden, werden vlak voor het vertrek in brand gestoken.

### Verzamelen in Akko
Ondertussen was Andreas II, koning van Hongarije, ook vertrokken richting Akko. Aangekomen in de Venetiaanse haven Split bleek dat er te weinig schepen waren om zijn leger te vervoeren. Andreas stuurde hierop een deel van zijn leger terug en arriveerde in augustus 1217 met het resterende deel in Akko. Een maand later voegde Leopold VI, hertog van Oostenrijk, zich met zijn leger bij de kruisvaarders. In december van dat jaar sloegen de kruisvaarders een beleg rond de berg Tabor, maar dit werd korte tijd later om onduidelijke redenen weer opgeheven. Wel veroverde men Galilea. De burcht op Tabor werd door de moslims opgegeven om de "Franken" niet onnodig te provoceren. In januari 1218 ging Andreas II met zijn leger terug naar Hongarije. De ridders die achterbleven begonnen met het herstellen van de vestingen Château Pèlerin en Caesarea. In het voorjaar van 1218 kwam Willem I eindelijk samen met de Friezen, Hollanders en de Engelsen aan in Akko.

## De aanval op het rijk van de Ajjoebiden
Jan van Brienne, de koning van Jeruzalem, werd gekozen tot leider van de kruisvaarders. Jan van Brienne haalde de kruisridders over om niet Jeruzalem, maar het hele rijk van de Ajjoebiden, die op dat moment Jeruzalem in hun bezit hadden, te veroveren. Hiertoe waren de kruisridders een verbond aangegaan met Kaykaus I, de sultan van Rûm. Deze zou het Ajjoebiden-rijk in het noorden aanvallen zodat ze op twee fronten strijd moesten voeren. De bewoners van Jeruzalem hadden, nadat ze gehoord hadden dat de kruisvaarders in aantocht waren, snel de muren van hun stad gesloopt zodat de stad op een later tijdstip gemakkelijker op de kruisvaarders zou kunnen worden heroverd. De vloot van kruisvaarders was zich niet bewust van de makkelijke prooi die Jeruzalem op dat moment was en voer door naar Egypte. Besloten was namelijk om de Noord-Egyptische stad Damiate te veroveren, zodat daarna de rest van het door de Ajjoebiden geregeerde rijk kon worden ingenomen. Anders zou men Jeruzalem toch niet hebben kunnen behouden als de kruisvaarders weer waren teruggekeerd.

### De toren van Damiate

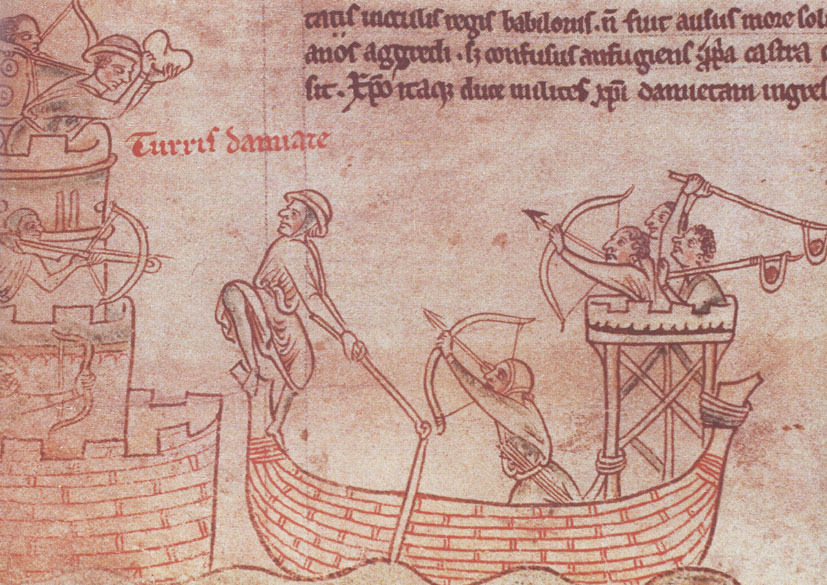
Friezen vallen de toren van Damiate aan. Op de boeg staat een Fries met een dorsvlegel te zwaaien.

Op 27 mei 1218 kwamen de kruisvaarders aan bij Damiate. De stad was vanuit Akko gemakkelijk te bereiken en was de toegangspoort tot de snelste route naar Caïro, het centrum van de macht van de Ajjoebiden. Damiate werd beschermd door drie lagen muren met vele torens en in het westen de Nijl. De vaargeul van de Nijl was afgesloten met een grote zware ketting die beschermd werd door de vloot van de Ajjoebiden. De ketting liep vanaf de stad naar een toren op een eiland vlak bij de westelijke oever. Op 25 augustus 1218 wisten de Friezen deze toren te veroveren. Ze deden dit door, naar een ontwerp van Olivier van Keulen, twee schepen, koggen, met elkaar te verbinden en daar een hoog aanvalsplatform op te bouwen. Het platformfort stond op vier lange poten. Het geheel was bedekt met natte huiden. Vóór het platform, maar niet in verbinding ermee, kon een beschutte en dubbel scharnierende stormladder met katrollen opgehesen worden, met de basis aan de voet van de voorste twee poten. Over de ladder klommen de aanvallers omhoog naar de trans van de toren, gedekt door boogschutters en slingeraars op het platform. Bij de eerste aanvalspoging staken de verdedigers de bovenkant van de ladder in brand. Toen de geestelijken en edelen op de westoever dit zagen, wierpen ze zich wenend en biddend op de grond. De aanvallers blusten het vuur, wat als een groot wonder werd gezien. De stormtroepen sprongen op de toren over en dreven de verdedigers naar beneden. Die staken toen het binnenste van de toren in brand zodat de aanvallers zich weer op de ladder moesten terugtrekken. Men kon nu echter niet meer voorkomen dat een valbrug op het eilandje van de toren werd neergelaten waarna de kruisvaarders het garnizoen van de toren net zo lang uitrookten tot men zich overgaf. Daarna werd de ketting losgemaakt. Eeuwen later ontstond er onenigheid tussen de Haarlemmers en de Friezen over wie de uitvinding van het aanvalsschip had gedaan. De vermeende Hollandse bijdrage maakte de aanval op de toren tot in de twintigste eeuw een geliefd onderwerp voor kunstenaars en schrijvers. Al-Adil, de oude sultan van de Ajjoebiden, schijnt het verlies van de toren niet te hebben kunnen verwerken. In ieder geval stierf hij kort na het horen van het nieuws en werd opgevolgd door zijn zoon al-Kamil.

### De gezant van de paus
Het leger van de kruisvaarders was te klein om de stad in te nemen. Veel Friezen en Duitsers maakten al plannen om te vertrekken toen de pauselijke afgezant Pelagius met verse troepen uit Engeland, Frankrijk en Italië arriveerde. Al-Kamil zette meteen de tegenaanval in maar werd teruggedrongen. Pelagius was door paus Honorius III naar Damiate gestuurd om daar de leiding over te nemen van de legers. Na het debacle van de Vierde Kruistocht had de paus namelijk besloten dat een kruistocht weliswaar door ridders moest worden uitgevoerd, maar door de kerk moest worden geleid. Pelagius werd bij het overnemen van de leiding geholpen door een pas gevonden boekje waar voorspellingen in zouden staan. Volgens Pelagius, die als een van de weinigen het in Arabisch geschreven boekje kon lezen, stond in het boekje dat de overwinning alleen zou komen als de kerk de leiding over het leger had.

### De sultan vlucht
Nu de ketting was gebroken liet de sultan snel een paar van zijn schepen in de vaargeul afzinken zodat de stad niet via de haven kon worden aangevallen. De kruisvaarders probeerden een geul te verbreden om de stad te omsingelen. Dit mislukte omdat er een storm opstak die het werk grotendeels ongedaan maakte. Pelagius hield de ridders voor dat God hen op de proef stelde. De sultan had ondertussen zijn eigen problemen. Toen hij de tent van zijn Koerdische generaal Imad ad-Din binnenliep zag hij net hoe deze een eed aflegde om de sultan omver te werpen. Hij liet de generaal arresteren maar omdat het grootste deel van zijn leger uit Koerden bestond durfde de sultan niet langer bij zijn leger te verblijven en vluchtte als een dief in de nacht naar Caïro. Nu er geen leiding meer was raakte het leger van de Ajjoebiden verspreid. Pelagius, die dit nieuws via een spion verkregen had, kon het kamp van de moslims hierdoor op eenvoudige wijze innemen. Hij claimde hierbij dat dit al voorspeld was in het gevonden boekje en dat, nu de kerk de leiding had overgenomen van de kruistocht, deze de zegen van God had. Het aanzien van Pelagius steeg hierdoor tot grote hoogte. Al-Kamil probeerde het kamp te heroveren, maar dit mislukte omdat de kruisvaarders hulp kregen van Al-Mu'azzam, de heerser van Syrië en Palestina. De kruisvaarders staken nu de Nijl over om de stad ook aan de oostzijde te omsingelen, maar waren met te weinig om de stad in te nemen.

### Het eerste aanbod van al-Kamil

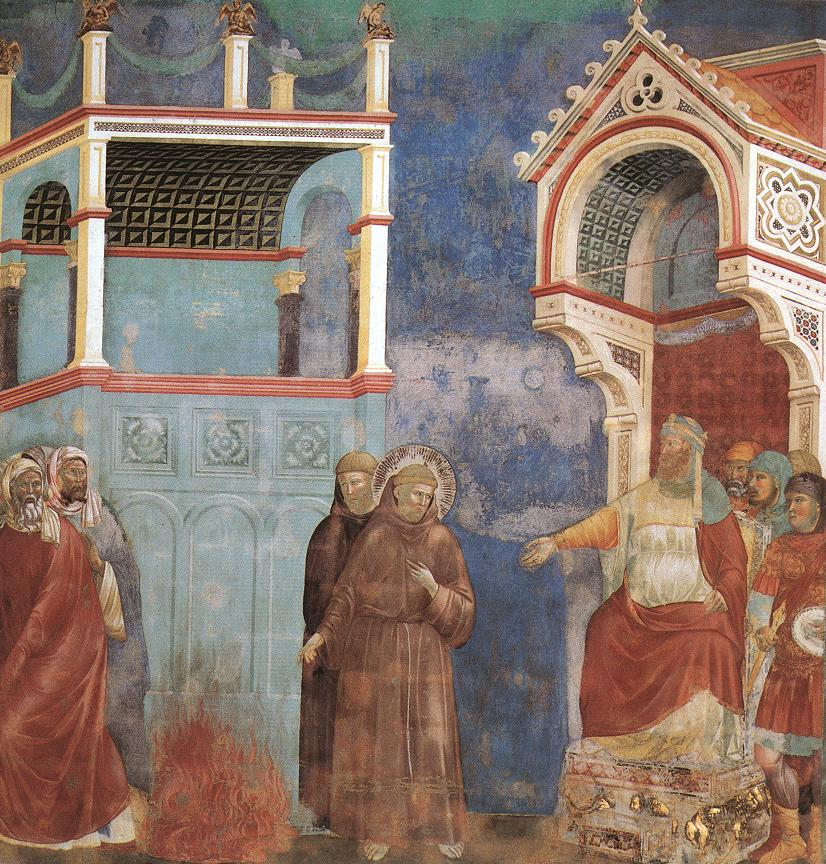
In augustus 1219 bezoekt Franciscus van Assisi de kruisridders in Egypte. Hij voorspelde de kruisvaarders dat ze de strijd zouden verliezen. Franciscus werd door al-Kamil op grootse wijze ontvangen. Hij weigerde de aangeboden geschenken en heeft vermoedelijk geprobeerd de sultan tot het christendom te bekeren. Hoewel hij niets bereikte, maakte zijn bezoek grote indruk op kunstenaars en zij die zochten naar een alternatief voor de oorlog.

De sultan, die problemen had met Izzeddin Keykavus in het noorden van zijn rijk deed de kruisvaarders een aanbod. In ruil voor een vertrek uit Egypte bood hij hun het koninkrijk Jeruzalem aan minus twee strategische kastelen. Jan van Brienne, de koning van Jeruzalem, zag dit wel zitten, maar Pelagius, die zich bewust was van de kwetsbaarheid van Jeruzalem, hield het uit naam van de paus tegen. Hij stuurde Franciscus van Assisi naar de sultan om te onderhandelen en eiste de onvoorwaardelijke overgave van de sultan. Al-Kamil bood nog aan om 30.000 goudstukken voor de kastelen te betalen, maar de partijen kwamen niet verder tot elkaar. In 1219 stierf sultan Izzeddin Keykavus van het sultanaat Rûm en kwamen de troepen van de Ajjoebiden uit het noorden van het land vrij. Meteen ging het aanbod van de sultan van tafel. Leopold VI had er toen genoeg van en vertrok met zijn leger naar huis. Op 14 september vertrok ook Willem I. Hierdoor verloren de kruisridders een groot deel van hun strijdmacht, maar dit werd een paar maanden later gecompenseerd door verse troepen uit Italië. Willem reisde via Italië naar het Heilige Roomse Rijk waar hij april 1220 zijn leenheer keizer Frederik II bezocht en hem informeerde over de situatie in Egypte.

### De stad valt
Tussen mei en november was er sprake van een patstelling. De troepen van al-Kamil waren sterker, maar hij durfde vanwege zijn wankele positie bij zijn troepen niet aan te vallen. De aanvallen van kruisvaarders op de muren van Damiate werden telkens afgeslagen en de ridders beperkten zich verder tot het verdedigen van hun posities. De stad kon echter niet meer bevoorraad worden en het garnizoen van tienduizend man dat samen met nog zesduizend christenen de totale bevolking vertegenwoordigde omdat de moslims waren geëvacueerd, begon te verhongeren. In de vroege ochtend van 5 november 1219 bemerkten de kruisvaarders dat een deel van de muur niet meer bewaakt werd. Niet lang daarna stroomden de ridders de stad in. Ze ontdekten dat de straten vol lijken lagen. Van de oorspronkelijk 60.000 bewoners bleken er nog maar 10.000 in leven. De laatste burgers werden de stad uitgedreven, de stad zelf werd geplunderd, wat een zeer rijke buit opleverde. De Egyptische sultan al-Kamil stelde daarop opnieuw voor om Damiate te ruilen voor Jeruzalem. Dit keer inclusief de strategische kastelen, het kruis waaraan Jezus gestorven was, een geldbedrag om de muren van Jeruzalem te herstellen en een bestand van 30 jaar. De meeste kruisridders waren ingenomen met dit sterk verbeterde voorstel, maar de pauselijke afgezant Pelagius weigerde. Niet door onderhandelingen maar door strijd moest Jeruzalem worden ingenomen.

### Wachten op de keizer
Frederik II had in 1215 beloofd aan de kruistocht deel te nemen. Pelagius wist dat wanneer de keizer met zijn leger in Egypte zou arriveren, het rijk van de Ajjoebiden waarschijnlijk zou vallen. Niet alleen Jeruzalem en de andere heilige plaatsen zouden dan in de handen van de christenen vallen, ook Mekka en Medina zouden kunnen worden veroverd. De keizer werd echter opgehouden door problemen in Duitsland. In 1220 hernieuwde hij zijn belofte maar toen brak er een opstand op het door hem bezette Sicilië uit die zijn aandacht opeiste. Jan van Brienne was inmiddels teruggekeerd naar Akko omdat al-Moeazzam, die de kruisridders in een eerder stadium nog had geholpen, nu zijn forten Château-Pèlerin en Cesarea aanviel. De leiding werd nu geheel aan kardinaal Pelagius overgelaten. In het voorjaar van 1221 was Frederik nog steeds niet gereed (hij had waarschijnlijk weinig zin om zich te onderwerpen aan Pelagius) en stuurde in zijn plaats hertog Lodewijk I van Beieren met 500 ridders naar Damiate. Pelagius was het wachten moe en eiste dat er een aanval op Caïro zou komen.

### Het verlies van Damiate
Op 9 juli vertrok een deel van het leger vanuit Damiate naar Caïro. Pelagius was van diverse kanten gewaarschuwd dat de jaarlijkse overstroming van de Nijl aanstaande was en het dus onverstandig was om nu aan te vallen. De kardinaal was er echter van overtuigd dat ze met de hulp van God zouden overwinnen en negeerde alle waarschuwingen. Eind juli zette de sultan de sluizen open en het leger van de kruisridders bevond zich plotseling op een eiland. Pelagius liet zijn leger in de steek door te vluchten in een boot. Het achtergebleven leger moest het pas veroverde Damiate opgeven in ruil voor een vrije aftocht. Ontgoocheld keerden de ridders terug naar huis.

## Overzichtskaart van de Vijfde Kruistocht

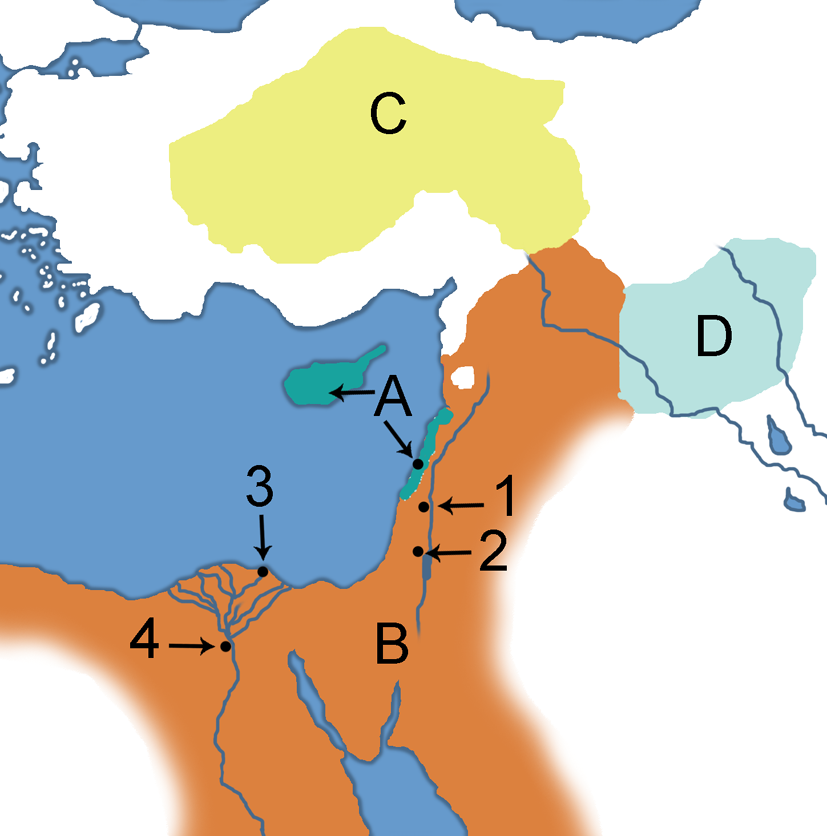

A) Het gebied van de kruisvaarders met links het koninkrijk Cyprus en rechts Akko.

B) Het rijk van de Ajjoebiden.

1) De berg Tabor waar de kruisvaarders in december 1217 een korte aanval op uitvoerden.

2) Jeruzalem

3) Damiate

4) Caïro

C) Het sultanaat Rûm van sultan Izzeddin Keykavus I. Deze sultan was een verbond aangegaan met de kruisridders en viel de Ajjoebiden vanuit het noorden aan zodat deze op twee fronten strijd moesten voeren.

D) Het gebied van al-Moeazzam. Hij was een broer van al-Kamil en aangesteld als gouverneur van Damascus. Tijdens de Vijfde Kruistocht kwam hij in opstand tegen zijn broer en veroverde hij grote gebieden in het noorden van het rijk van de Ajjoebiden. In het begin was dat een grote steun voor de kruisvaarders maar begin 1220 viel hij ook het gebied van Jan van Brienne aan. Uiteindelijk werd al-Moeazzam in 1221 door de Ajjoebiden verslagen en kon al-Kamil de daardoor vrijgekomen troepen inzetten tegen de kruisvaarders.

## Trivia

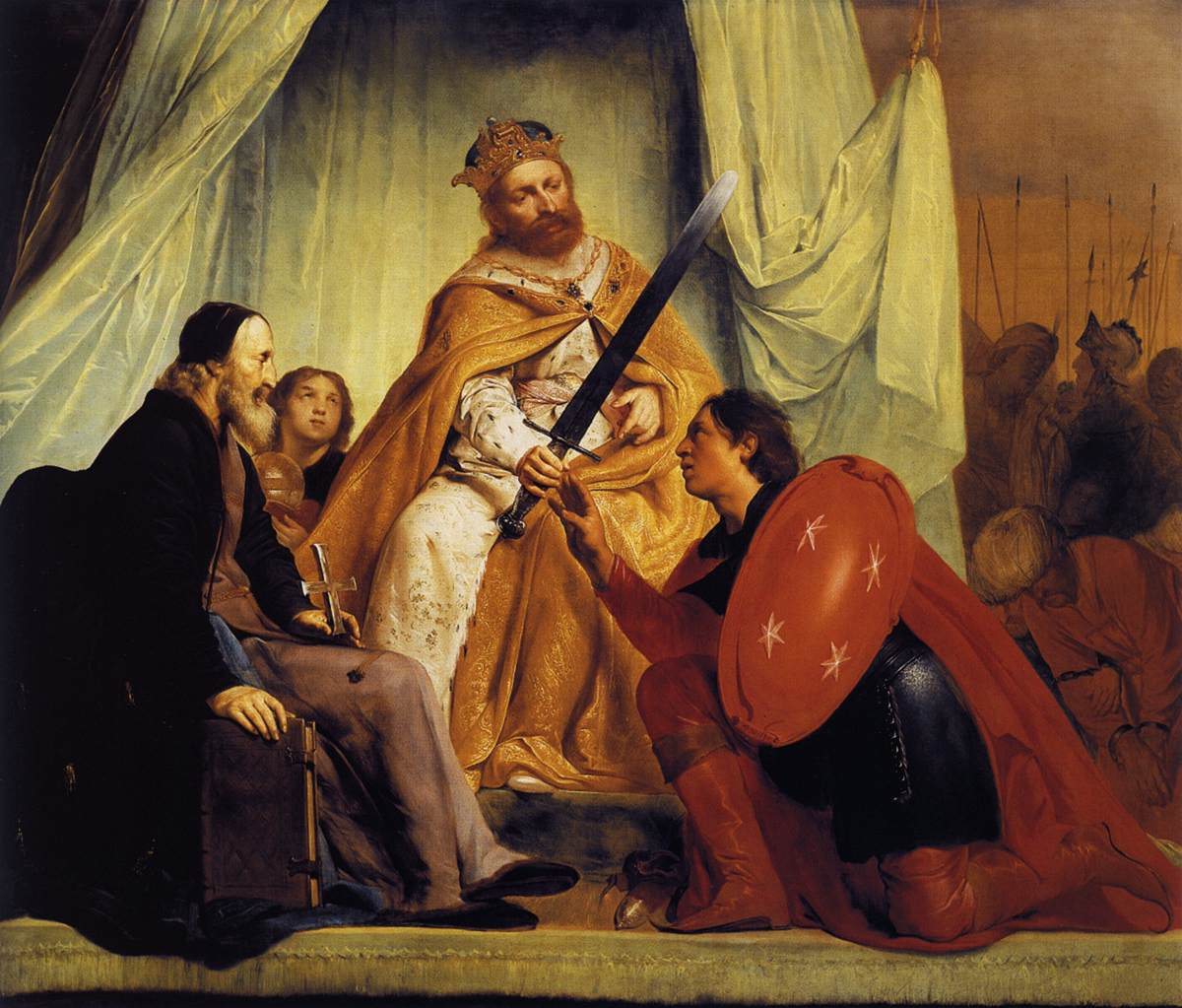
Haarlem ontvangt het zilveren zwaard en het schild met de vier sterren van de keizer vanwege de verdiensten van de stad tijdens de Vijfde Kruistocht. Geschilderd door Pieter de Grebber.

- Op enkele Nederlandse gemeentewapens zijn nog sporen van deelname aan de kruistochten terug te vinden. Zo draagt het gemeentewapen van Dokkum naar aanleiding van de verdienste van de Friezen tijdens de Vijfde Kruistocht een halvemaan (een wassenaar) en heeft Haarlem een zwaard plus vier zespuntige sterren en een kruis in haar wapen staan. Volgens de legende had de keizer de Haarlemmers namelijk een zilveren zwaard en een schild met vier sterren geschonken als beloning voor hun aandeel bij de inname van Damiate, en de patriarch van Jeruzalem zou er het kruis eraan toe gevoegd hebben. Die verlening komt echter niet voor in dertiende-eeuwse bronnen.
- Sommige Friese strijders zijn bij naam bekend gebleven. Zo kennen we bijvoorbeeld Roorda van Genum nog. Een Moorse prins van ongekend grote afmetingen daagde de christen tot een tweestrijd uit. Roorda ging hierop in en wist de prins te doden. Met het hoofd van de prins op zijn zwaard keerde hij in zijn kamp terug. Hij werd prompt tot ridder geslagen en mocht voortaan een Moors hoofd in zijn wapen voeren. Een andere Fries die veel roem vergaarde was Hayo van Wolvega. Hij kreeg de bijnaam "De Fries met de dorsvlegel". Verder zijn de namen Aylva, Beyma, Botnia, Cammingha, Burmania, Dekama, Forteman, Galama, Hartman, Hermana, Hettinga, Liauckema, Martena, Ockinga, Poptatus en Watse Joulsma bekend gebleven.